# 前21世纪
| 千纪： | 前4千纪 \| 前3千纪 \| 前2千纪 |
| 世纪： | 前24世纪 \| 前23世纪 \| 前22世纪 \| 前21世纪 \| 前20世纪 \| 前19世纪 \| 前18世纪                                                         |
| 年代： | 前2090年代 \| 前2080年代 \| 前2070年代 \| 前2060年代 \| 前2050年代 \| 前2040年代 \| 前2030年代 \| 前2020年代 \| 前2010年代 \| 前2000年代 |

公元前2100年至前2001年的这一段期间被称为前21世纪。
公元前21世纪属于史前史，对这一段时间里发生的事件很少有当时的文字记录。在这一段时间里，世界上可能有三个文明的中心：
埃及、两河流域的苏美尔文化和中国的夏朝。

## 重要事件、发展与成就

公元前2000年的世界

### 科学技术
- 在巴比伦数学被作为一种科学。
- 苏美尔人发明战车。
- 公元前21世纪，乌尔第三王朝首任国王乌尔纳木开始建造乌尔大塔庙献给乌尔守护神月神南娜（Nanna）。大塔庙是一座巨大的阶梯式金字塔，长64米，宽45米，高约30米（高度尚存争议）。

### 战争与政治
- 有夏部落聯盟盟主禹卒，伯益代行盟主職務。禹之子啟自立為王，建立夏朝。伯益和有扈部落不服，先後被啟所滅。自此中國歷史上帶有原始民主制色彩的“公天下”禪讓制遂被“家天下”世襲制取而代之。一般认为，夏王朝始建于公元前21世纪，“夏商周断代工程”把夏王朝建立的年代估定为公元前2070年左右，也有学者推算夏王朝始年不早于公元前2000年[1]。
- 埃及第十一王朝攻滅第十王朝，統一埃及。古埃及第一中間期結束。（約前2040年）
- 塞姆人在敘利亞東部建立瑪里王國。（約前21世紀中葉）
- 那普蘭努姆在美索不達米亞南部建立拉爾薩王國。美索不達米亞南部之伊辛 -拉爾薩（Isin-Larsa）時代開始。（約前2025年）
- 伊什比-厄拉反叛烏爾，在美索不達米亞南部建立伊辛（Isin）王國（俗稱伊辛第一王國），長期與拉爾薩爭霸。（約前2017年）
- 埃蘭、古提人和蘇巴里人（英语：Subartu）聯合擊滅烏爾。（約前2006年）
- 埃兰的瓦拉德辛侵入两河流域的拉尔萨，建立拉尔萨王朝（—前1762年）。
- 伊爾蘇-伊利亞（Ilshu-ilia）在美索不達米亞南部建立埃什南纳王國。（約前21世紀末）
- 阿摩利人在苏美尔地区建立伊新国（—约前1799年，在今巴格达以南）。留有文献《伊新国王李必特·伊丝达的法典》等。
- 乌尔第三王朝舒尔吉即位。统治时期（—前2048年），对外推行征服政策，相继侵入埃兰、亚述、叙利亚和小亚细亚的东部；对内实行中央集权制，自称“天下四方之王”。
- 乌尔第三王朝阿马尔·辛即位。在位期间（—前2039年），修建神庙。
- 乌尔第三王朝舒辛即位。在位期间（—前2030年），为遏制阿摩利人入侵，在西部构筑防御线。
- 在克里特岛上，约公元前2100–1925年期间，克诺索斯、斐斯托斯和马里亚等遗址人口迅速增长，伴随着大规模的建筑工程。约公元前2000年，复杂的城市聚落开始逐渐形成。

### 天灾人祸
- 中国華北平原洪水泛滥，禹治水成功。